# Jean-Pierre Alaux (écrivain)
Pour les articles homonymes, voir Alaux.
Ne doit pas être confondu avec Jean-Pierre Alaux.
Jean-Pierre Alaux est un journaliste et écrivain français, né le 6 septembre 1955 à Cahors.

## Biographie
Journaliste de radio sur Totem, Sud Radio, Europe 2 et Radio Présence et de télévision sur Télé Toulouse, il s'est ensuite consacré à l'écriture.
Il est notamment l'auteur avec Noël Balen de la série oeno-policière Le Sang de la vigne qui compte 25 opus, tous publiés chez Fayard.
Cette série fait l'objet d'une adaptation à la télévision sur France 3 : Le Sang de la vigne (Production Télécip, sous l'égide Lisa Pillu). Le rôle de l'œnologue enquêteur est confié à Pierre Arditi.
Jean-Pierre Alaux est aussi l'auteur d'une autre série, parue dans la collection « Grands détectives » chez 10/18 et aux Editions Toute Latitude, consacrée au patrimoine de France, avec, comme personnage récurrent, Séraphin Cantarel, conservateur en chef du Musée des Monuments français.
Autre passion avouée de l'auteur : la mer. Il a publié Histoire à jeter l'ancre (Féret), Voyage au bout des phares (Elytis, 2006)(prix du livre de la mer d'Ouessant en 2007), Monstres marins et autres curiosités (Elytis), Avec vue sur l'océan (La Cheminante).
Jean-Pierre Alaux a aussi publié une biographie de l'athlète Romain Mesnil, Romain Mesnil : Ma vérité toute nue chez Solar et une biographie du mannequin Albert Delègue, Albert Delègue : Le Magnifique.
Dans Une dernière nuit avec Jimmy (Calmann-Lévy, 2010), il raconte sous forme romancée la rencontre entre Yves Salgues, journaliste de Paris Match qu'il a personnellement connu, et James Dean pendant le tournage du dernier film de celui-ci, Géant, dans le désert du Texas en 1955. Le roman, tout en révélant un côté intime de l'acteur, sert aussi de prétexte pour décrire la vie hollywoodienne et culturelle (française et américaine) de l'époque.
Il écrit également sur la gastronomie des livres illustrés (Volutes et couleurs dominicaines (2003)) et en collaboration avec David Nakache, photographe : À boire sur paroles : 30 Portraits choisis, leurs souvenirs de dégustation (2005), Le vin et le cigare, Alliances d'un épicurien éclairé (2006);  Liqueurs d'en France (prix spécial du jury des bibliothèques gourmandes en 2009), La Truffe sur le soufflé (prix Antonin Carême en 2011).
En 2017, avec l'astrophysicienne Sylvie Vauclair, il a publié un roman de sciences & fiction : Le Soleil ne se cachera pas pour mourir (Privat) dont l'intrigue se déroule au Pic du Midi.
En 2020, il publie la biographie du sportif malvoyant David Labarre sous le titre "L'aventure à perte de vue" (Elytis)
Il vit dans son Quercy natal, dans l'ancien château des Évêques à Albas. Depuis juin 2020, il est maire de la commune d'Albas. Sur le Quercy, il a publié Si mon « païs » m'était conté (1977), Quercy, Chroniques improbables (2006) paru chez Elytis.
En 2021, il devient le premier président de l'Association de Réhabilitation des Jardins Extraordinaires d'Henri Martin (ARJEHM) qui se donne pour mission de rénover et rouvrir à la visite les jardins du peintre situés dans le domaine de Marquayrol, à Labastide-du-Vert. C'est chose faite à l'été 2022, les jardins accueillant leurs premiers visiteurs et étant retenus par la Mission Stéphane Bern pour bénéficier, aux côtés de 99 autres monuments de toute la France, des financements apportés par le Loto du Patrimoine. Sa relation ancienne avec l'oeuvre du peintre Henri Martin et son nouveau rôle au sein de l'ARJHEM ont inspiré à Jean-Pierre Alaux le livre Marquayrol, les jardins d'Henri Martin paru aux Editions Toute Latitude en avril 2022   (ISBN 978-2-35282-062-8).

### Le Sang de la vigne(avec Noël Balen)
- 1) Mission à Haut-Brion, 2004 (traduit en anglais : Treachery in Bordeaux)
- 2) Noces d'or à Yquem, 2004 (traduit en espagnol : Muerte entre los viñedos)
- 3) Pour qui sonne l'Angélus ?, 2004
- 4) Cauchemar dans les Côtes de Nuits, 2004
- 5) Questions d'eau-de-vie ou de mort, 2004
- 6) Sous la robe de Margaux, 2004
- 7) Le Dernier Coup de Jarnac, 2004
- 8) Les Veuves soyeuses, 2004
- 9) Saint-Pétrus et le saigneur, 2005 (traduit en espagnol : La misteriosa botella de Petrus)
- 10) Ne tirez pas sur le caviste !, 2005
- 11) Le vin nouveau n'arrivera pas, 2005
- 12) Vengeances tardives en Alsace, 2005
- 13) Flagrant délit à la Romanée-Conti, 2006
- 14) Buveurs en série, 2006
- 15) Boire et déboires en Val de Loire, 2006
- 16) Une bouteille entre deux mers, 2007
- 17) Coup de tonnerre dans les Corbières, 2007
- 18) Nuit d'ivresse en Castille, 2011
- 19) On achève bien les tonneaux, 2012
- 20) Médoc sur ordonnance, 2012
- 21) Massacre à la sulfateuse, 2013[6]
- 22) Crise aigüe dans les Graves, 2013
- 23) Un coup de rosé bien frappé, 2014
- 24) Raisin et sentiments, 2016
- 25) La Mort du nouveau nez  2017

### Série sur le patrimoine français
- Toulouse-Lautrec en rit encore, (Prix des lettres de l'Académie d'Occitanie, avec Avis de tempête sur Cordouan), 10/18 n°4324, coll. « Grands Détectives », Paris, 2010, rééd. Toute Latitude, coll. « Policier », Villefranche-de-Rouergue, 2022  (ISBN 9782352820697)
- Avis de tempête sur Cordouan, 2011[7],[8]
- Et l'ange de Reims grimaça, 2012
- Saint-Michel, priez pour eux, 2013
- La Pomme d'or de Rocamadour, 10/18 n°4898, coll. « Grands Détectives », Paris, 2015, rééd. Toute Latitude, coll. « Policier », Villefranche-de-Rouergue, 2023  (ISBN 9782352820727)
- Quand le diable dansait à Ilbarritz, 2019 (Geste Noir)
- Fontaine, je ne boirai pas de ton sang ! 2020 (Geste noir)
- Sur le Pont Valentré, on ne dansera plus !, inédit, Toute Latitude, coll. « Policier », Villefranche-de-Rouergue, 2025  (ISBN 9782352820826)

### Autres livres
- Le Soleil ne se cachera pas pour mourir, avec Sylvie Vauclair, 2017 (Privat)
- Une dernière nuit avec Jimmy, 2011 (Calmann-Levy) (à propos de James Dean)
- Marquayrol, les jardins d'Henri Martin, Editions Toute Latitude, 2022  (ISBN 9782352820628)
- Contes et légendes de Garonne, Editions Toute Latitude, 2024  (ISBN 9782352820765)
- Moi Marie-Charlotte, dans l'ombre et la lumière d'Henri Martin, avec Melha Mammeri, Editions Toute Latitude, 2024  (ISBN 9782352820772)